# Tỷ suất lợi nhuận trên doanh thu
Tỷ suất lợi nhuận trên doanh thu (Tỷ suất sinh lời trên doanh thu, Suất sinh lời của doanh thu, Hệ số lãi ròng) là một tỷ số tài chính dùng để theo dõi tình hình sinh lợi của công ty cổ phần. Nó phản ánh quan hệ giữa lợi nhuận ròng dành cho cổ đông và doanh thu của công ty.

## Cách tính
Tỷ suất lợi nhuận trên doanh thu trong một kỳ nhất định được tính bằng cách lấy lợi nhuận ròng hoặc lợi nhuận sau thuế trong kỳ chia cho doanh thu trong kỳ. Đơn vị tính là %.
Cả lợi nhuận ròng lẫn doanh thu đều có thể lấy từ báo cáo kết quả kinh doanh của công ty.
Công thức tính tỷ số này như sau:
| Tỷ số lợi nhuận trên doanh thu = 100 x | Lợi nhuận ròng (hoặc lợi nhuận sau thuế) |
| Tỷ số lợi nhuận trên doanh thu = 100 x | Doanh thu                                |

## Ý nghĩa
Tỷ suất này cho biết lợi nhuận chiếm bao nhiêu phần trăm trong doanh thu. Tỷ số này mang giá trị dương nghĩa là công ty kinh doanh có lãi; tỷ số càng lớn nghĩa là lãi càng lớn. Tỷ số mang giá trị âm nghĩa là công ty kinh doanh thua lỗ.
Tuy nhiên, tỷ số này phụ thuộc vào đặc điểm kinh doanh của từng ngành. Vì thế, khi theo dõi tình hình sinh lợi của công ty, người ta so sánh tỷ số này của công ty với tỷ số bình quân của toàn ngành mà công ty đó tham gia. Mặt khác, tỷ số này và số vòng quay tài sản có xu hướng ngược nhau. Do đó, khi đánh giá tỷ số này, người phân tích tài chính thường tìm hiểu nó trong sự kết hợp với số vòng quay tài sản.